# ヤマトテンナンショウ
ヤマトテンナンショウ（大和天南星、学名:Arisaema longilaminum）は、サトイモ科テンナンショウ属の多年草。別名、カルイザワテンナンショウ（軽井沢天南星）。
葉は2個つけ、葉軸が発達し、鳥足状に分裂する。仏炎苞舷部は狭三角形で細長く、口辺部は狭く半曲する。舷部内面に縦に隆起する細かい脈がある。花序付属体は細く、紫褐色の斑点がある。小型の株は雄花序をつけ、同一のものが大型になると雌花序または両性花序をつける雌雄偽異株で、雄株から雌株に完全に性転換する。

## 特徴
植物体の高さは70cmに達する。偽茎部は長く、鞘状葉や偽茎部は淡緑色で、ときに紫色をおび、ふつうほとんど斑模様がない。葉は2個つき、全体の形状はカントウマムシグサ Arisaema serratum に似る。葉身は鳥足状に7-15小葉に分裂し、小葉間の葉軸が発達し、小葉は長楕円形から披針形で長さ5.5-20cm、先端および基部はとがり、縁は全縁か不ぞろいな鋸歯がある。
花期は6月頃。葉と花序を地上に出し、葉が先に展開し仏炎苞は遅れて開く。花序柄はふつう葉柄部より長く、花序は葉より高い位置につく。仏炎苞は長さ13-20cm、仏炎苞下部の5分の2は巻いて淡色の仏炎苞筒部となり、仏炎苞口辺部は狭く反曲するかほとんど反曲しない。仏炎苞舷部はふつう黒紫色から紫褐色で、まれに緑色で白い条線がある。舷部は狭三角形から三角状狭卵形で、先は前方に伸びるかやや下方に垂れる。舷部内面にうねって著しく縦に隆起する細かい脈がある。花序付属体は長さ6.5-8cm、花序の上部に長さ3-8mmの柄があり、細棒状になって直立し、ときに上部は前方に曲がり、紫褐色の斑紋がある。染色体数は2n=28。

## 分布と生育環境
日本固有種。本州の関東地方（群馬県）、中部地方（長野県、愛知県、岐阜県）、近畿地方（三重県、奈良県）の内陸部に分布し、落葉広葉樹林の林下や半湿地に生育する。近畿地方では奈良県宇陀郡を中心として、比較的狭い範囲に分布している。一方、長野県軽井沢町産のものは、はじめカルイザワテンナンショウ Arisaema sinanoense Nakai (1929) とされ、軽井沢周辺に普通に分布し、個体数も多い。現在では、カルイザワテンナンショウは本種と同一の種とされている。
軽井沢周辺での本種は、仏炎苞舷部の色や長さなどに大きな変異がある。この変異の一部については、ヤマザトマムシグサ Arisaema galeiforme などとの自然交雑の可能性があるという。

## 名前の由来
和名 ヤマトテンナンショウは、「大和天南星」の意。中井猛之進　(1917) が新種記載した際のシンタイプは、春日山および室生山で採集されたもので、いずれも奈良県（旧大和国）のもの。

## ギャラリー

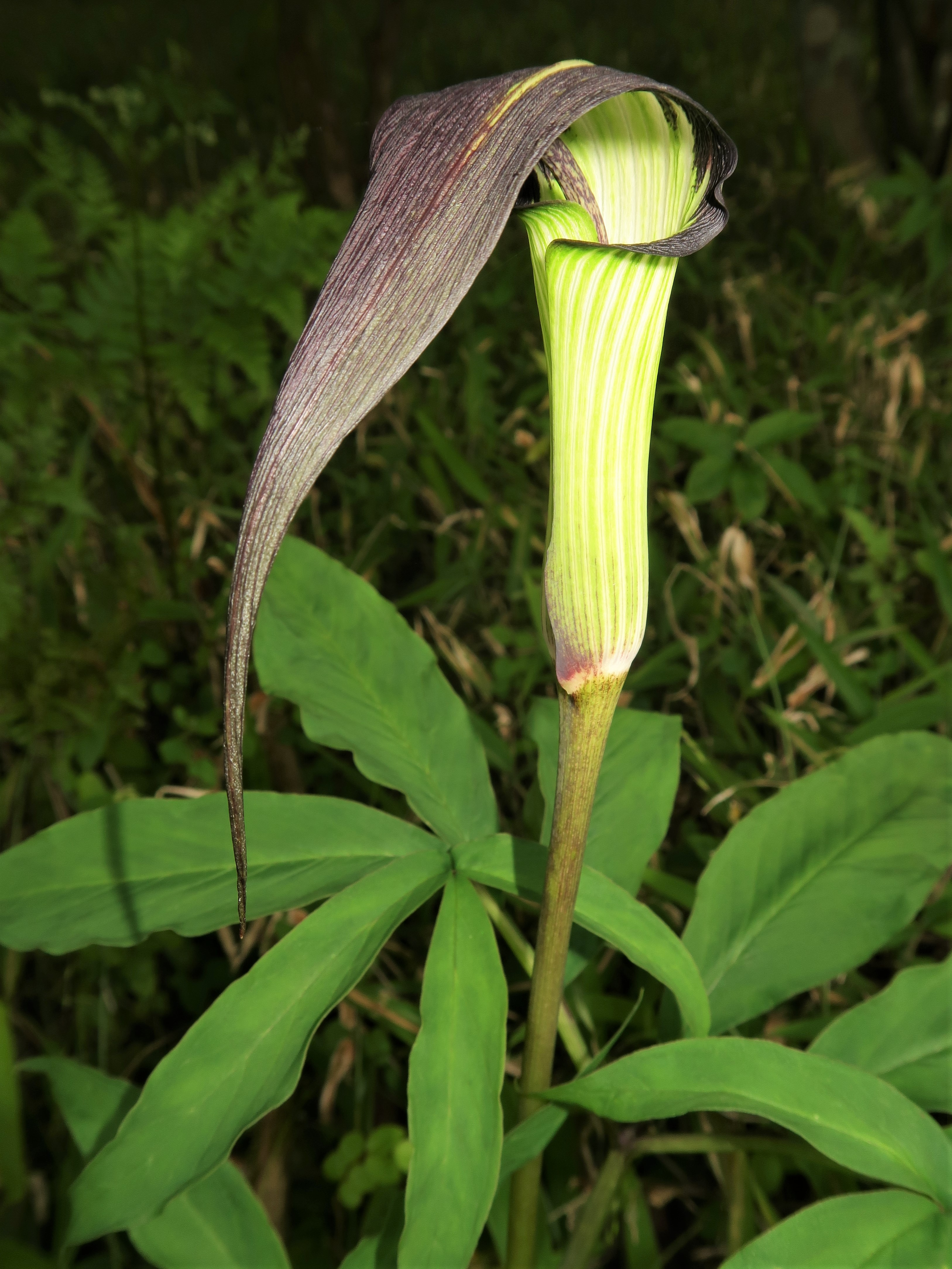
仏炎苞筒部は淡色で筒状、仏炎苞口辺部は狭く反曲するかほとんど反曲しない。仏炎苞舷部は狭三角形から三角状狭卵形で、先は前方に伸びるかやや下方に垂れる。
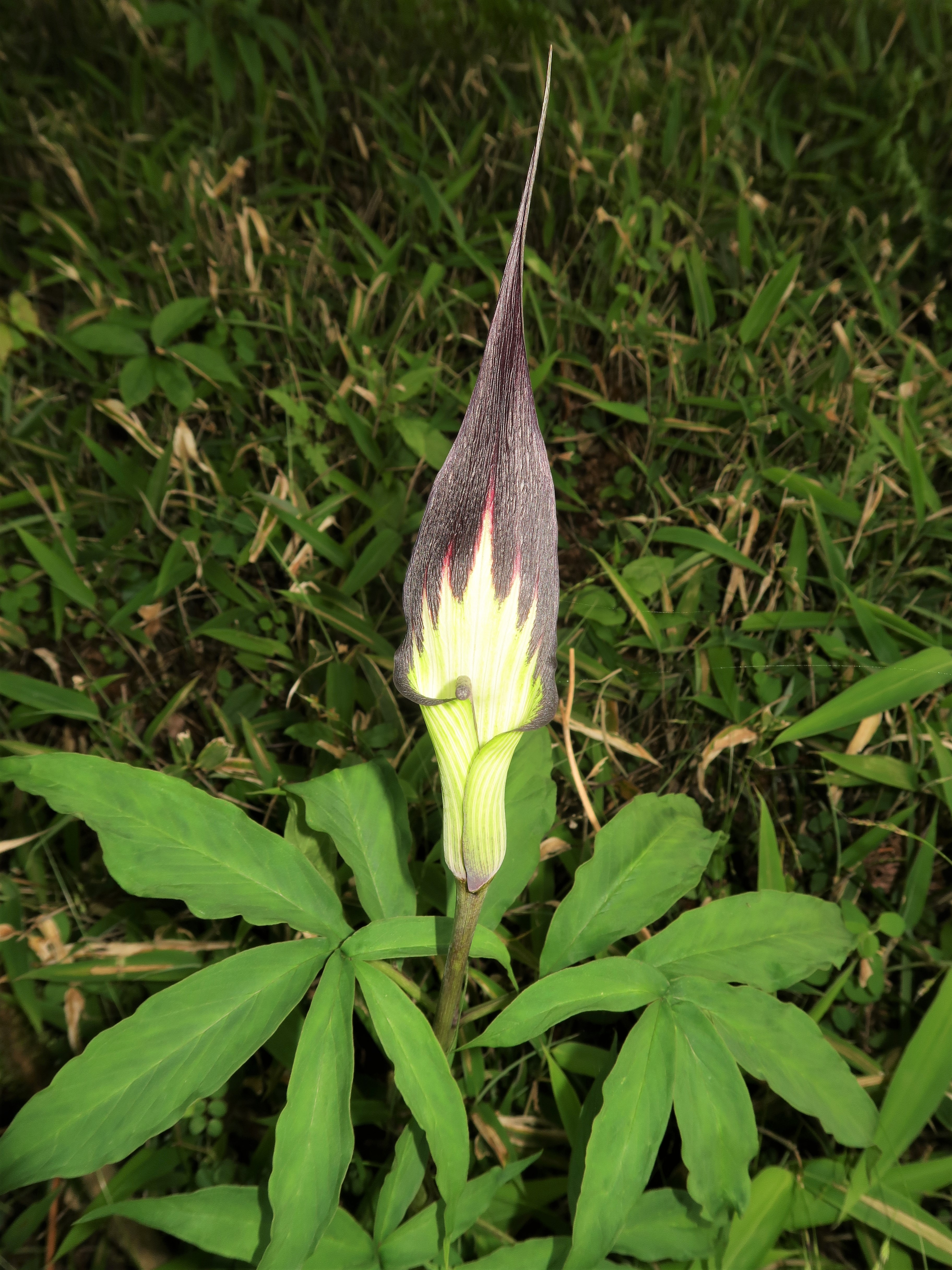
仏炎苞舷部を立たせて撮影。仏炎苞舷部はふつう黒紫色から紫褐色で、舷部内面にうねって著しく縦に隆起する細かい脈がある。
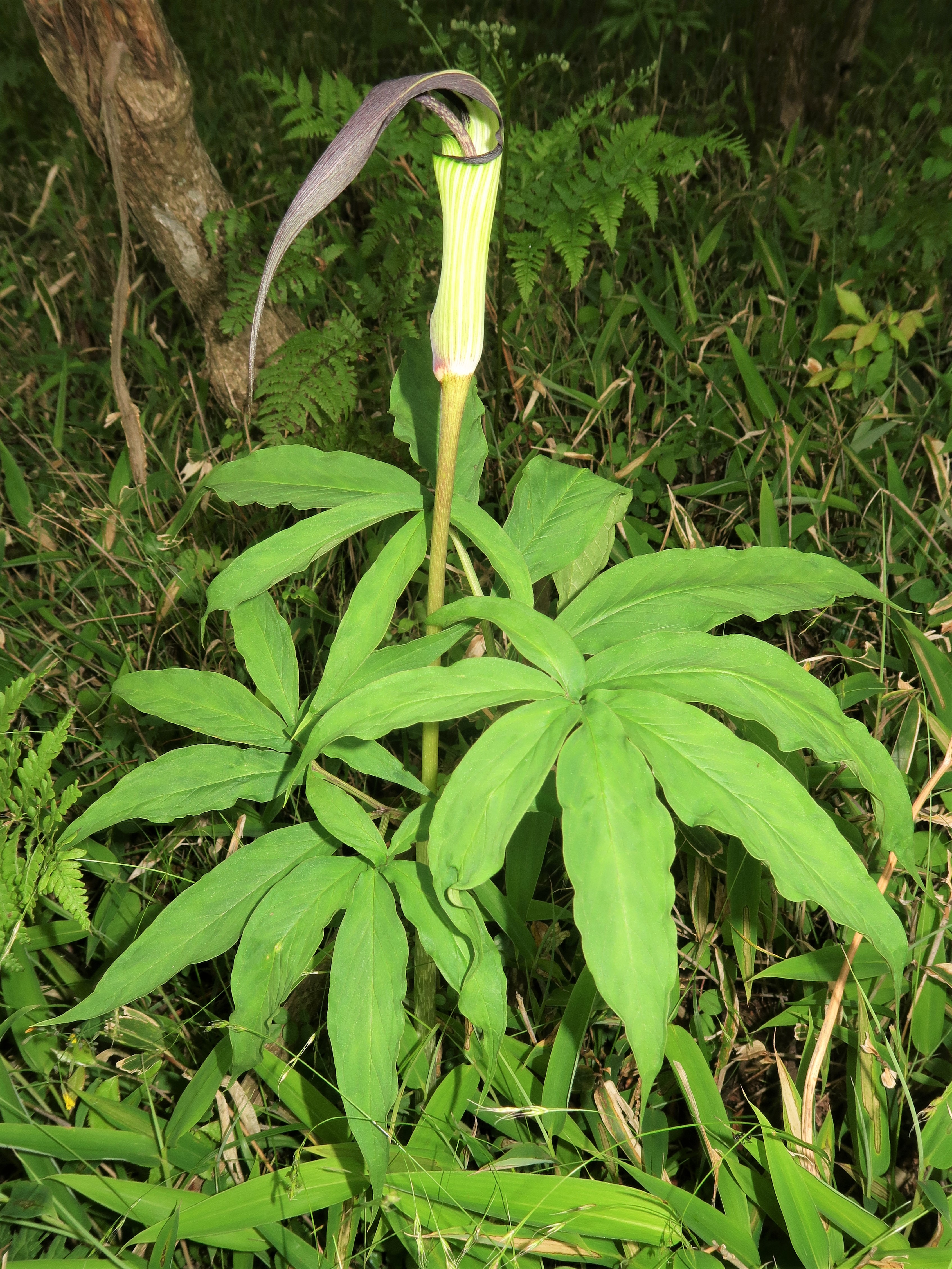
花序柄は葉柄部より長く、花序は葉より高い位置につく。花序付属体は細棒状になって直立し、ときに上部は前方に曲がり、紫褐色の斑紋がある。葉は2個つき、この個体は、下部につく第1葉は小葉が13個に、上部につく第2葉は小葉が11個に分裂している。
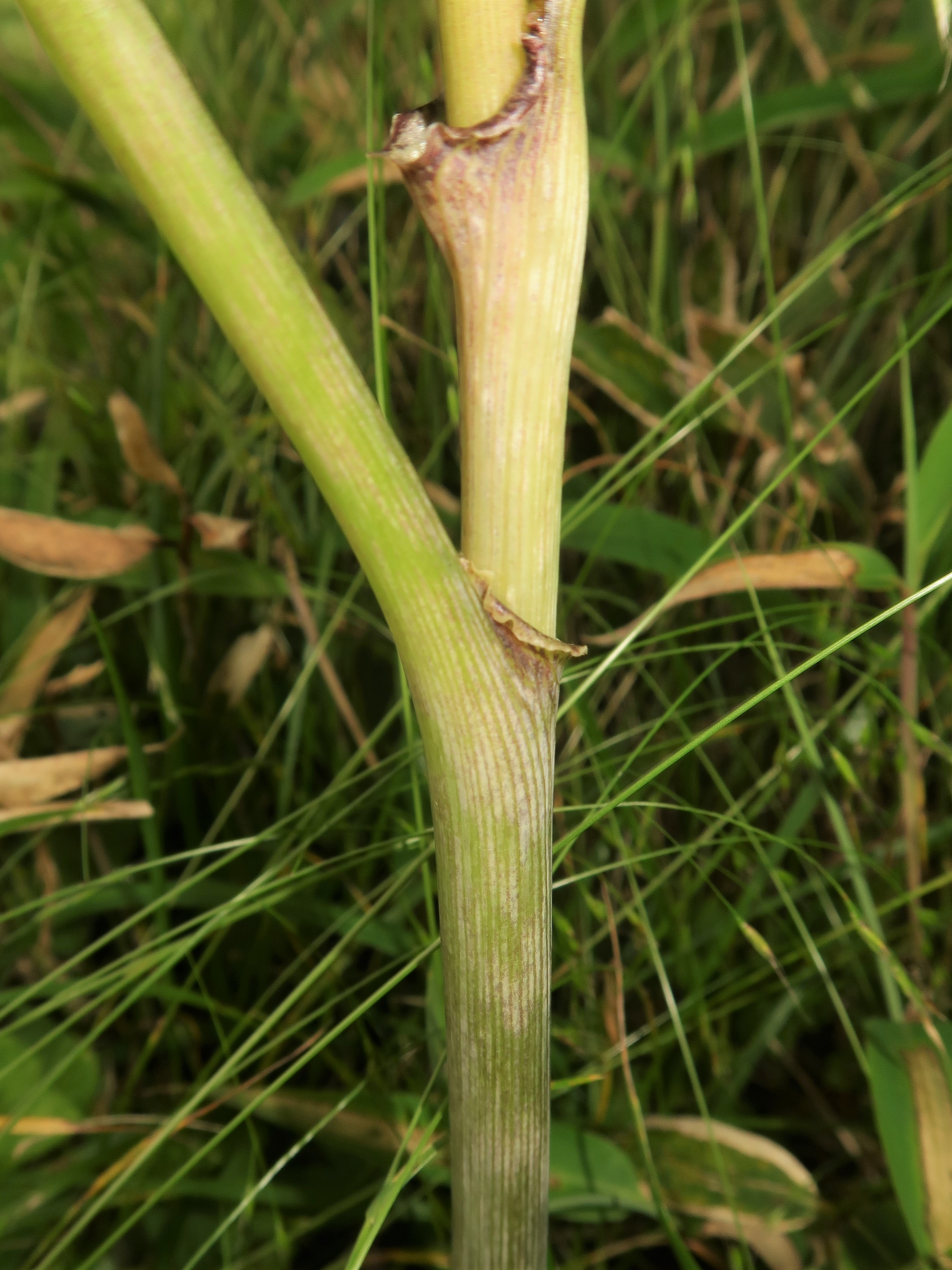
偽茎部は淡緑色で、ほとんど斑模様がない。偽茎部の葉柄基部の開口部が襟状に開出する。
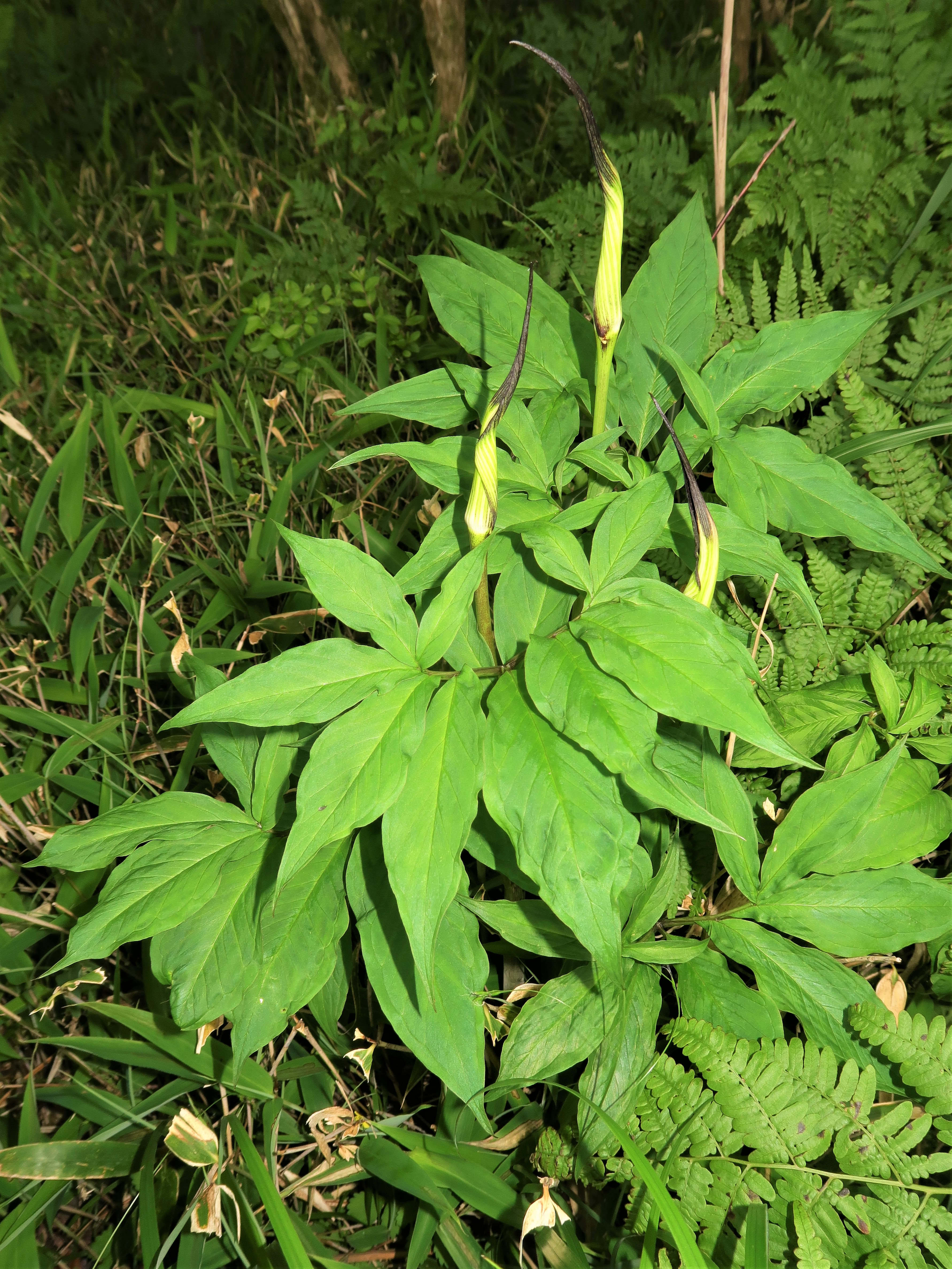
葉が先に展開し、仏炎苞は遅れて開く。

## 近縁種
仏炎苞舷部内面にうねって著しく縦に隆起する細かい脈がある点において、カントウマムシグサ Arisaema serratum、オオマムシグサ Arisaema takedae、ヤマザトマムシグサ Arisaema galeiforme に似る。前3種と本種の違いは、本種は仏炎苞舷部が狭三角形から三角状狭卵形で細長く、仏炎苞口辺部は狭く反曲するかほとんど反曲しないこと、花序付属体が細いことであり、その他の点においては前3種に似る。